# رهاب الصين

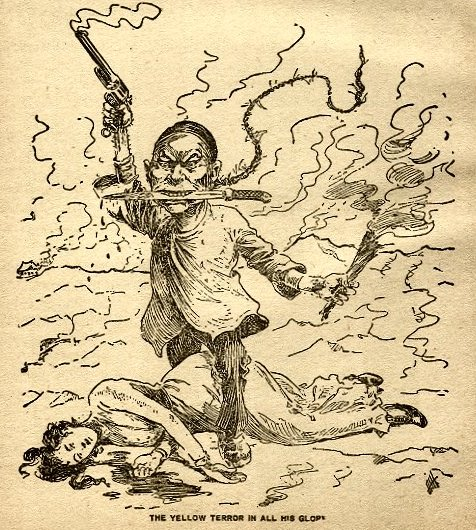

رهاب الصين كما يُعرف باسم الصينوفوبيا أو المشاعر المناهضة للصين هو شعور بمعاداة الصين أو شعبها أو الصينيين المغتربين أو الثقافة الصينية. غالبًا ما يستهدف هذا الشعور الأقليات الصينية التي تعيش خارج الصين ويتضمن هذا الشعور مناهضة للهجرة وتنمية الهوية الوطنية الصينية في البلدان المجاورة، وتفاوت الثروة في الصين، ونظام التبعية المركزي السابق، والعلاقات بين الأكثرية والأقلية، والإرث الإمبراطوري، والعنصرية. وهي تعاكس صينوفيل (ولع الصين).

## الإحصائيات والخلفية
في عام 2013، أجرى مركز بيو للأبحاث في الولايات المتحدة دراسة استقصائية عن «رهاب الصين»، ووجد أن النظرة إلى الصين كانت إيجابية في نصف الدول (19 من 38) التي شملتها الدراسة، باستثناء الصين نفسها. أقوى مؤيدي بكين في آسيا هم: ماليزيا (81%) وباكستان (81%)؛ وفي الدول الأفريقية: كينيا (78%) والسنغال (77%) ونيجيريا (76%)؛ وفي أمريكا اللاتينية خاصة في البلدان التي تعتمد على السوق الصينية: فنزويلا (71%) والبرازيل (65%) وتشيلي (62%). لا تزال المشاعر المعادية للصين مستمرة في الغرب ودول آسيوية أخرى: 28% فقط من الألمان والإيطاليين و37% من الأمريكيين ينظرون إلى الصين نظرة إيجابي. في اليابان، أكثر من أي مكان آخر، كانت الكراهية تجاه الصين كبيرة للغاية، إذ أن 5% فقط من اليابانيين لديهم رأي إيجابي حول الصين. في الوقت نفسه، فإن المشاعر المعادية للصين محدودة. في عام 2013، شمل استطلاع الرأي 38 دولة، فقط في 11 دولة نُظر إلى الصين بشكل سلبي من قبل نصف الذين شملهم الاستطلاع. أما أقوى المشاعر المعادية للصين هي في اليابان، حيث يرى 93% الجمهورية الشعبية ضمن صورة سلبية، ويتضمن ذلك 48% من اليابانيين الذين لا يفضلون الصين مطلقًا. هناك أيضًا أغلبية كبيرة في ألمانيا (64%) وإيطاليا (62%) وإسرائيل (60%) ممن لديهم وجهات نظر سلبية عن الصين. إن الارتفاع في المشاعر المعادية للصين في ألمانيا مثير بشكل خاص: من 33% في عام 2006 إلى 64% في استطلاع عام 2013. وعلى الرغم من هذه الآراء السلبية يستمر تدفق الصادرات الألمانية إلى الصين بنجاح.
على الرغم من الدعاية الصينية الموجهة للشباب، فإن نصف الأشخاص أو أكثر من الذين شملهم الاستطلاع في 26 من 38 دولة يعتقدون أن الصين تتصرف بشكل أحادي في الشؤون الدولية، لا سيما فيما يخض التوتر المتزايد بين الصين والدول المجاورة الأخرى، باستثناء روسيا، حول النزاعات الإقليمية. يتصاعد القلق بشأن فشل بكين في النظر إلى مصالح الدول الأخرى عند اتخاذ قرارات السياسة الخارجية بشكل خاص في منطقة آسيا والمحيط الهادئ، في اليابان (89%) وكوريا الجنوبية (79%) وأستراليا (79%)، وفي أوروبا: في إسبانيا (85%) وإيطاليا (83%) وفرنسا (83%) وبريطانيا (82%). نحو النصف أو أكثر من دول الشرق الأوسط السبع التي شملها الاستطلاع يعتقدون أن الصين تتصرف بشكل أحادي. وهذا يشمل 79% من الإسرائيليين، و71% من الأردنيين و68% من الأتراك. هناك قلق أقل نسبيًا بشأن هذه المشكلة في الولايات المتحدة (60%). الدول الأفريقية: ولا سيما في كينيا (77%) ونيجيريا (70%) وجنوب أفريقيا (67%) والسنغال (62%)، جميعهم يعتقدون أن بكين تأخذ فقط مصالحها بعين الاعتبار عند اتخاذ قرارات السياسة الخارجية. بينما يعتقد 56% من الصينيين أن الصين يجب أن تحظى باحترام أكبر.

## التاريخ
تعود جذور المشاعر المناهضة للصين إلى آلاف السنين. بينما تعود المشاعر المعادية للصين الحديثة إلى القرن التاسع عشر. في وقت حرب الأفيون الأولى للإمبراطورية البريطانية (1839-1842) ضد سلالة تشينغ في الصين، اعتبر اللورد بالمرستون الصينيين غير متحضرين، واقترح على البريطانيين مهاجمة الصين لإظهار تفوقهم وكذلك لإظهار قدرات الأمة «المتحضرة» وما يمكن أن تفعله. أصبح هذا الاتجاه شائعًا طيلة حرب الأفيون الثانية (1856-1860)، وقد أدت الهجمات المتكررة ضد التجار الأجانب في الصين إلى تأجيج الحملات المعادية للصين. مع هزيمة الصين في كلتا الحربين، والسلوك الوحشي للصينيين تجاه الأجانب، أمر لورد إلجين عند وصوله إلى بكين في عام 1860 بنهب وحرق القصر الصيفي الصيني انتقامًا، مما يسلط الضوء على الشعور العميق بالرهاب الصيني الموجود في الغرب.
في عام 1882، عمّق قانون استبعاد الصينيين مشاعر رهاب الصين في الولايات المتحدة، التي أدت إلى زيادة حدة التوتر. حُظر العمال الصينيون وعُملوا كمواطنين من الدرجة الثانية. وفي الوقت نفسه، خلال منتصف القرن التاسع عشر في البيرو، فُرض على الصينيين العمل كعبيد ولم يُسمح لهم بالحصول على أي مناصب في المجتمع.
من ناحية أخرى، عُرفت إمبراطورية اليابان أيضًا بمشاعر رهاب قوية تجاه الصين. بعد أعمال العنف في ناغاساكي التي سببها البحارة الصينيون، غذى ذلك المشاعر المعادية للصين في اليابان وبعد امتناع سلالة تشينغ الصينية عن الاعتذار، ازداد التوتر. بعد نهاية الحرب الصينية اليابانية الأولى، هزمت اليابان الصين وسرعان ما استولت على تايوان وجزر ريوكيو.
خلال عشرينيات القرن العشرين، كان رهاب الصين ما يزال شائعًا في أوروبا، وخاصة في بريطانيا. كان وجود الرجال الصينيين على الأرصفة مظهرًا شائعًا منذ منتصف القرن الثامن عشر. حيث كانوا يعملون كبحارة لصالح شركة الهند الشرقية، ويوردون الشاي والتوابل من الشرق الأقصى. كانت الظروف في تلك الرحلات الطويلة مريعة إلى درجة أن العديد من البحارة قرروا الفرار وتجربة حظهم في الشوارع بدلاً من مواجهة رحلة العودة. أولئك الذين بقوا بشكل عام استقروا حول الأرصفة النشطة، وهناك أداروا المغاسل والنزل السكنية الصغيرة للبحارة الآخرين أو عملوا في بيع المنتجات الآسيوية الغريبة. بحلول الثمانينيات من القرن التاسع عشر، نشأت جالية صينية صغيرة في منطقة لايم هاوس، مما أثار فزع سكان لندن من العرق الأبيض، وذلك خوفًا من الاختلاط العرقي وتدفق العمالة الرخيصة. كان عدد الصينيين في لندن نحو عدة مئات فقط، في مدينة يبلغ عدد سكانها ما يقرب من سبعة ملايين، ولكن المشاعر الوطنية كانت متأججة، كما يتضح من قانون الأجانب لعام 1905، وهذا القانون هو مجموعة من التشريعات التي سعت إلى تقييد دخول العمال الأجانب الفقراء وضعيفي المهارة. وكان على الصينين العمل كلصوص لصالح تجار المخدرات.
خلال الحرب العالمية الثانية، بدأت كل من ألمانيا النازية والإمبراطورية اليابانية اضطهادهما الطويل ضد الصينيين في كلا البلدين، بالإضافة لسيطرة اليابان الإقليمية على البر الرئيسي للصين. وقد حصلت مذابح ضد الصينيين مثل مذبحة نانجنغ، والتي ما تزال ظلالها إلى اليوم جلية في مشكلات الصين واليابان.
خلال الحرب الباردة، أصبحت المشاعر المناهضة للصين مستمرة في أوساط العالم الغربي كما في الدول المعادية للشيوعية، وبشكل واضح بعد تأسيس جمهورية الصين الشعبية. خلال الخمسينيات والثمانينيات من القرن الماضي، كانت المشاعر المعادية للصين عميقة جدًا في كوريا، حيث جرت الحرب الكورية وتدخلت الصين لاحقًا ضد كوريا الجنوبية. ويزعم العديد من الكوريين أن الصين هي الجاني الذي قسم الكوريتين كما هما الآن. وفي بورما وتايلاند والهند وفيتنام وإندونيسيا والفلبين، استُهدف الصينيون بسبب صلتهم المزعومة بالحكومة الصينية غالبًا، بينما أقرت أستراليا سياسة أستراليا البيضاء التي تحظر المهاجرين من غير البيض، ومعظمهم من الصينيين، من هجرة إلى البلاد.
حتى ضمن الاتحاد السوفياتي، كانت المشاعر المعادية للصين شائعة جدًا بسبب الاختلافات بين الصين والاتحاد السوفيتي، ما كان سيؤدي تقريبًا إلى نشوب حرب حدودية. الخطر الصيني الذي وصفه ألكسندر سولجنيتسين في رسالته عزز التعبير عن مشاعر معاداة الصين من خلال نوع الكتابة الروسي الوقائي ساميزدات (المنشورات السرية).
ما تزال المشاعر المناهضة للصين متأججة حتى بعد الحرب الباردة في العصر الحالي، وهي مدفوعة من الخوف الغربي من الدور الصيني في مهمة الشيوعية للاستيلاء على «العالم الحر».
منذ التسعينيات، جعل الإصلاح الاقتصادي الصيني الصين قوة عالمية. ومع ذلك، فإن انعدام الثقة تجاه الصين والصينيين يُعزى إلى رد الفعل ضد الذاكرة التاريخية لإضفاء الطابع الصيني التي اتبعتها الصين الإمبراطورية ثم جمهورية الصين، ورد الفعل على السياسات الحديثة للحكومة الصينية، والتي أصبحت سياسات دائمة في كثير من الدول مثل الهند وكوريا واليابان وفيتنام.